# Anneaux borroméens
 (avril 2023).
Les informations dans cet article sont mal organisées, redondantes, ou il existe des sections bien trop longues. Structurez-le ou soumettez des propositions en page de discussion.
Avec le temps, il arrive que le contenu présent dans un article devienne désordonné. Il est souvent nécessaire de réorganiser l'article de fond en comble.
- Il faut tout d’abord répartir le contenu de l'article en plusieurs sections. Les informations doivent ensuite être exposées clairement et le plus synthétiquement possible, regroupées par sujet afin d'éviter les doublons. Quelqu'un cherchant une information précise doit pouvoir la trouver rapidement en lisant la section appropriée.
- À l'intérieur de chaque section, le texte, souvent initialement sous la forme de phrases éparses, doit être regroupé dans des paragraphes de quelques lignes, en assurant un enchaînement logique et une cohérence entre les phrases.
- Lorsque l'article ou l'une de ses sections développe trop longuement un point qui n'est pas dans le cœur du sujet traité, il convient de faire une synthèse et de transférer l'ancien contenu dans des articles plus appropriés (en cas de transfert, il faut impérativement respecter la procédure Aide:Scission).

Si vous pensez que ces points ont été résolus, vous pouvez retirer ce bandeau et améliorer le plan d'un autre article.
Pour les articles homonymes, voir Borromeo.
En mathématiques et plus précisément en théorie des nœuds, les anneaux borroméens constituent un entrelacs de trois cercles (au sens topologique) qui ne peuvent être détachés les uns des autres même en les déformant, mais tel que la suppression de n'importe quel cercle libère les deux cercles restants. Autrement dit, il s'agit d'un exemple d'entrelacs brunnien.

## Origine et représentations
La dénomination vient de l'utilisation qui en était faite dans les armoiries d'une famille italienne, les Borromeo. On retrouve néanmoins des anneaux borroméens bien avant cela, comme dans l'art bouddhique afghan du IIe siècle de l'ère chrétienne ou dans le symbole du Valknut en Scandinavie au VIIe siècle. On peut également en voir de rares représentations dans la mythologie grecque. Les anneaux borroméens ont été utilisés dans différents contextes pour symboliser la force et l'unité, notamment la religion et les arts.
Assimilés au triskèle, ils sont aussi parfois représentés comme emblème de l'unité des chevaliers de la table ronde dans les légendes arthuriennes.

Nœud borroméen standard. Deux quelconques des cercles sont posés l'un sur l'autre sans se croiser et pourtant l'ensemble des trois cercles est lié par l'un d'entre eux.
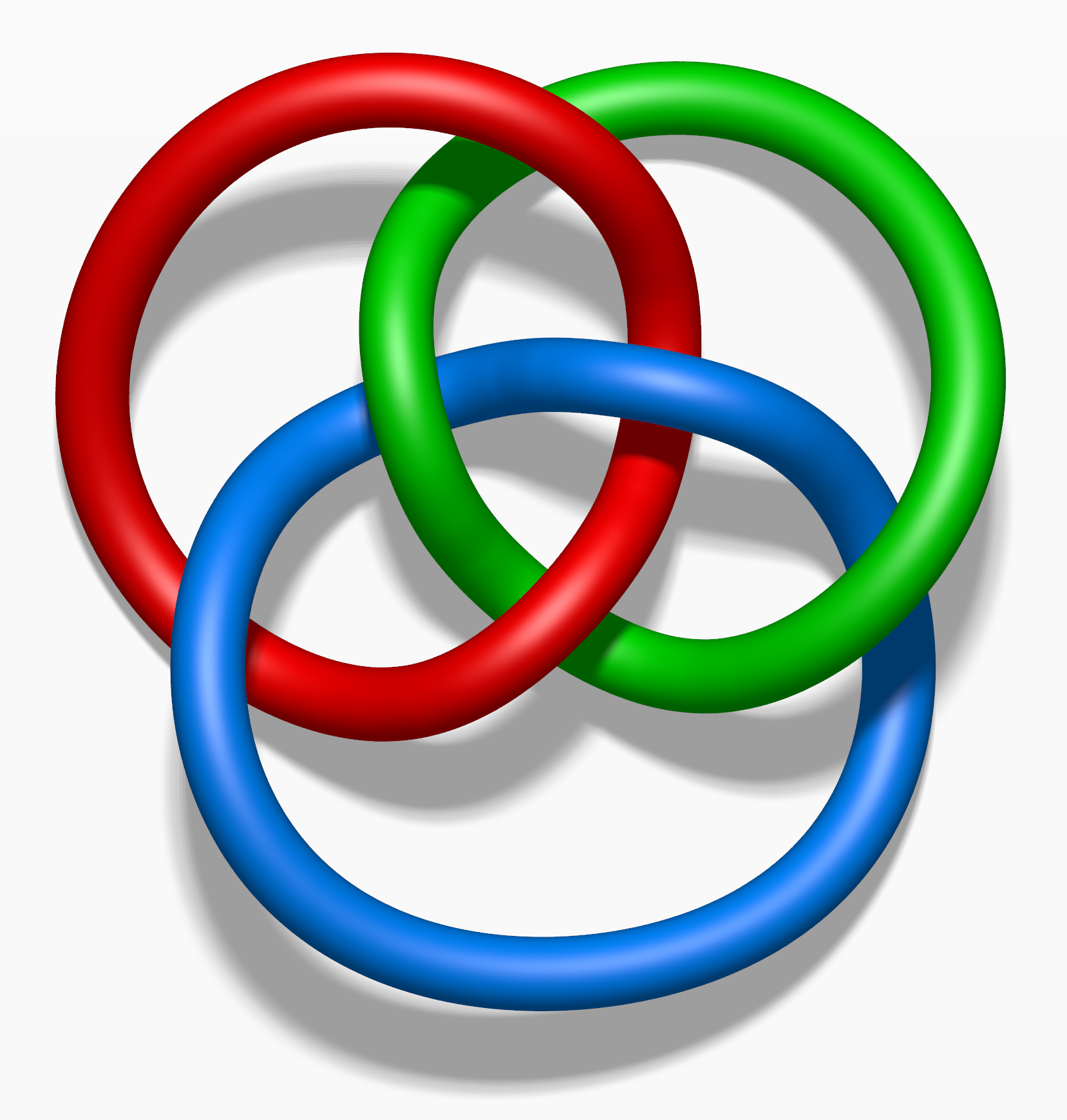
Représenter un nœud borroméen en 3D implique une déformation de ses cercles.
Anneaux borroméens utilisés comme symbole de la Trinité chrétienne, image d'un manuscrit du XIIIe siècle.

## Nœuds borroméens ouverts
On retrouve aussi des nœuds borroméens partiels, dans lesquels trois éléments sont entrelacés de même manière que dans le nœud borroméen normal, mais où ces éléments ne sont pas fermés, comme le valknut servant de hache sacrificielle représenté sur la pierre de Snoldelev (en) ou l'emblème de Diane de Poitiers).

## Réalisation en dimension 3

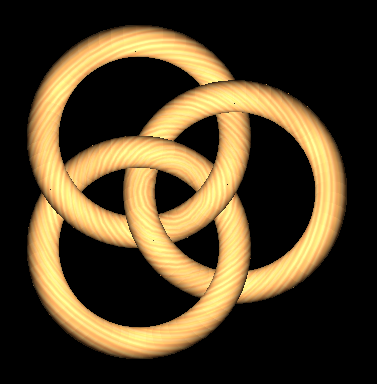
Anneaux borroméens en dimension 3, vus de face

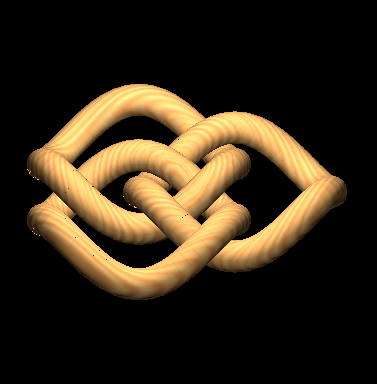
Anneaux borroméens en dimension 3, vus de profil

Il n'est pas possible de réaliser matériellement des anneaux borroméens dans l'espace de dimension 3 à l'aide d'anneaux circulaires plats. On peut donner l'illusion d'une telle réalisation en utilisant des anneaux courbés, donnant l'impression d'être circulaires lorsqu'ils sont vus sous un certain angle.

## Nœuds borroméens moléculaires

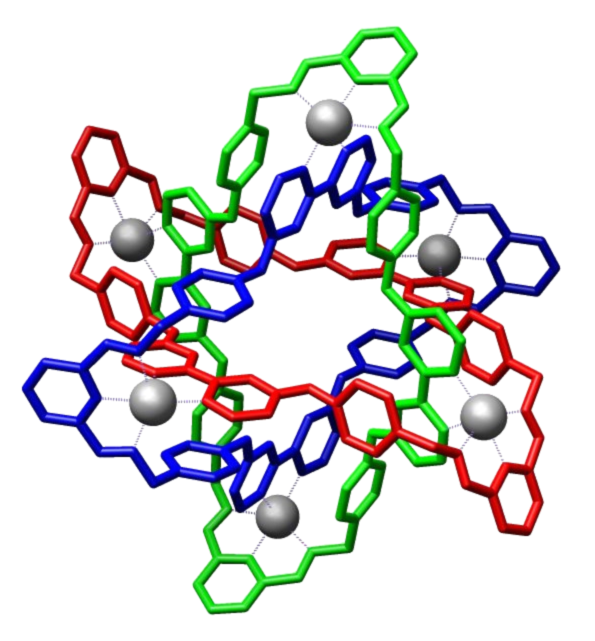
Nœud borroméen moléculaire

Les anneaux borroméens moléculaires (en) sont des architectures moléculaires mécaniquement entrelacées. C'est en 1997 que Chengde Mao et son laboratoire de l'université de New York réussissent à en construire avec de l'ADN circulaire.

## Psychanalyse lacanienne
Pour contextualiser l’utilisation du nœud borroméen dans la psychanalyse, soulignons tout d’abord que Jacques Lacan l’a découvert à 71 ans, auprès de quelqu’un qui fréquentait son séminaire et celui du mathématicien Georges-Théodule Guilbaud qui s’intéresse quant à lui à l’usage des mathématiques en sciences humaines. Lacan présente lui-même cette trouvaille de la manière suivante :

« Les nœuds c’est quelque chose d’assez original, avec peut-être — j’en suis sûr — l’ambiguïté de l’originel.  (…). Les trois ronds me sont donc venus comme bague au doigt, et j’ai tout de suite su que le nœud m’incitait à énoncer du symbolique, de l’imaginaire et du réel, quelque chose qui les homogénéisait »

— Jacques Lacan, RSI.
C'est ainsi que Lacan choisit de représenter la structure du discours du sujet.
Dans son séminaire du 9 février 1972, Lacan crée une phrase à la structure borroméenne :

« Je te demande de me refuser ce que je t'offre parce que ce n'est pas ça ! »